# رالف شومان
رالف شومان (به آلمانی: Ralf Schumann) ورزشکار مرد رشتهٔ ورزش تیراندازی اهل کشور آلمان است. وی در بین سال‌های ‎۱۹۸۸ تا ۲۰۰۸ میلادی در مسابقات بازی‌های المپیک تابستانی در مجموع ۵ مدال، شامل ۳ مدال طلا و ۲ نقره را کسب کرد.